# El Senyor Denton al dia del judici final
El Senyor Denton al dia del judici final (títol original en anglès Mr. Denton on Doomsday) és el tercer episodi de la sèrie de televisió d’antologia La Dimensió Desconeguda. Es va emetre originalment el 16 d'octubre de 1959 a la cadena CBS. Va ser el primer episodi de la sèrie que es va reposar. Ha estat doblada al català i es va emetre a TV3.

## Narració d'obertura
| « | Retrat d'un borratxo de poble anomenat Al Denton. Aquest és un home que ha començat a morir aviat: una ruta llarga i agonitzant per un laberint d'ampolles. Al Denton, que probablement donaria un braç o una cama o una part de la seva ànima per tenir una altra oportunitat, per poder aixecar-se i sacsejar la brutícia del seu cos i els mals somnis que infesten la seva consciència. [La càmera mira una figura davant d'una diligència] En el llenguatge dels temps, aquest és un venedor ambulant, un home petit d'aspecte fantasiós amb una levita negra. [Un revòlver apareix misteriosament a terra al costat de Denton] I aquest és el tercer personatge principal de la nostra història. La seva funció: potser donar la seva segona oportunitat al senyor Al Denton. | » |

## Argument
Al Denton va ser conegut una vegada com el més ràpid de la ciutat, però corsecat per una culpa creixent pels perdedors dels seus duels amb armes (un dels quals era un adolescent), es va convertir en un alcohòlic enfonsat i la riota de la comunitat. Un venedor misteriós anomenat Henry J. Fate fa que Denton recuperi inexplicablement el seu toc expert de tir i inspiri una vegada més el respecte i la admiració de la gent del poble; Denton explica a la Liz, una noia del bar, que això només farà que els pistolers amb fam de reputació de milles al voltant el busquin i, inevitablement, el matin. Es neteja i es posa sobri però només, diu, per morir dignament. Tal com va predir Denton, aviat es presenta un repte que Denton no s'atreveix a rebutjar.
Denton, encara cansat i no tan segur, entrena al desert per al seu duel suïcida, però falla miserablement els seus objectius i conclou que s'ha de marxar de la ciutat. Mentre empaqueta les seves coses i intenta fugir sota l'abric de la nit, entaula una conversa amb Fate, que sembla saber coses sobre Denton i li ofereix una sortida. El destí li ofereix una poció garantida per convertir el bevedor en l'arma més ràpida de l'Oest durant exactament deu segons. Denton és escèptic, però el destí el porta a beure una mostra gratuïta, després de la qual Denton s'adona immediatament dels seus beneficis.
A l'hora assenyalada, Denton s'enfronta al seu rival, Pete Grant, un jove pistoler descarat. Denton baixa la seva poció només per trobar el seu oponent sostenint una ampolla buida idèntica. Tant en Grant com en Denton s'adonen que el Destí els ha enganyat, però és massa tard per retirar-se del duel. Cada home dispara a l'altre a la mà, causant ferides lleus, però arruïnant per sempre la capacitat d'ambdós homes d'apretar un gallet.
Denton li diu al seu jove oponent que tots dos han estat ferits perquè mai més podran disparar una pistola amb ira. Li diu a la Liz que en Grant té sort perquè li van donar aquesta lliçó abans d'hora. Henry J. Fate inclina el barret a Denton i marxa tranquil·lament fora de la ciutat.

## Narració de cloenda
| « | Sr. Henry Fate, comerciant d'estris i olles i paelles, linments i pocions. Un home petit fantasiós amb una levita negra que pot ajudar a un home que s'enfila d'un pou o un altre home a caure-hi. Perquè, veus, el destí pot funcionar així, a la Dimensió Desconeguda. | » |

## Vista prèvia per a la història de la setmana vinent
| « | Aquest projector de pel·lícules i aquesta pel·lícula proporcionen un rerefons a la història de la setmana vinent quan una actriu més distingida fa un viatge a la Dimensió Desconeguda. La senyora Ida Lupino protagonitza "El santuari de setze mil·límetres", una història inquietant d'una dona embruixada, que crec que trobareu interessant i potser impactant. Esperem que ens acompanyeu aleshores. Gràcies i bona nit. | » |

## Repartiment
- Dan Duryea - Al Denton
- Martin Landau - Dan Hotaling
- Jeanne Cooper - Liz Smith
- Malcolm Atterbury - Henry J. Fate
- Doug McClure - Pete Grant
- Ken Lynch - Charlie
- Bill Erwin – Home al bar